# Adolf Dronke

Adolf Dronke

Adolf Dronke (* 7. März 1837 in Koblenz; † 10. Juni 1898 in Bad Neuenahr) war ein deutscher Schulmann. Er wirkte als Mathematik-Lehrer in Bonn, Grevenbroich und Mönchengladbach, dann als Gymnasialdirektor in Koblenz und Trier. Er war der Gründer des Eifelvereins und dessen erster Vorsitzender bis zu seinem Tod, also von 1888 bis 1898. Zu seinem Andenken wurde der Dronketurm auf dem Gipfel des Mäusebergs in der Vulkaneifel errichtet. Von 1891 bis 1894 hatte Dronke die Geschäftsführung des Zentralausschusses und damit den Vorsitz des Verbands Deutscher Touristenvereine inne. Dronke verfasste auch eine Biographie über den Mathematiker und Physiker Julius Plücker. Er war der Vater des späteren Frankfurter Oberlandesgerichtspräsidenten Ernst Dronke.

## Schriften
- Julius Plücker, Professor der Mathematik und Physik an der Universität in Bonn. Bonn 1871.
- Mitteilungen über die Burg Schönecken, Trier : Lintz, 1892 Digitalisat
- Besondere und allgemeine physikalische Erdkunde von Deutschland : gemäß den neuen Lehrplänen für Quinta und Obertertia, Trier : Lintz, 1893 Digitalisat
- Politische Erdkunde von Deutschland, Trier : Lintz, 1895 Digitalisat